# 函南町立丹那小学校
函南町立丹那小学校（かんなみちょうりつ たんなしょうがっこう）は、静岡県田方郡函南町丹那にある公立小学校。

## 沿革
- 1873年（明治6年）8月14日 - 「函南学校第一支校丹那学舎」として、法輪寺を仮使用して開校[1]。
- 1881年（明治14年）5月 - 「丹那小学校」として函南小学校より分離独立[1]。
- 1886年（明治19年）4月 - 小学校令の結果、再び「尋常小学函南学校第一支校」となる[1]。
- 1889年（明治25年）4月 - 勅令215により函南尋常高等小学校より独立。「丹那尋常小学校」となる[1]。
- 1901年（明治37年）4月 - 「丹那尋常高等小学校」に改称[1]。
- 1941年（昭和16年）4月1日 - 「丹那国民学校」と改称[1]。
- 1947年（昭和22年）4月1日 - 「函南村丹那小学校」と改称[1]。
- 1963年（昭和38年）4月 - 町制施行に伴い「函南町立丹那小学校」と改称[1]。
- 1966年（昭和41年）4月 - 校歌制定[1]。
- 1971年（昭和46年）3月 - 校旗制定[1]。